# Licenza di matrimonio
Licenza di matrimonio è un film del 2007 diretto da Ken Kwapis.

## Trama
Ben Murphy e Sadie Jones sono fidanzati e vogliono sposarsi, ma c'è un problema: la chiesa frequentata dalla famiglia di Sadie, St. Augustine, è guidata dal reverendo Frank, che non intende benedire l'unione dei due giovani fino a che non avranno frequentato e superato il suo corso di preparazione al matrimonio. Il corso consiste in una serie di stravaganti lezioni, bizzarri compiti a casa e alcune intrusioni nella privacy che mettono alla prova il rapporto tra Ben e Sadie.